# Panilurus
Panilurus is een geslacht van kevers uit de familie bladkevers (Chrysomelidae).
De wetenschappelijke naam van het geslacht werd in 1904 gepubliceerd door Martin Jacoby.

## Soorten
- Panilurus agasthyamalaiensis Prathapan & Viraktamath, 2005
- Panilurus ponmudiensis Prathapan & Viraktamath, 2005